# Acsram Afíf
Acsram Afíf (Doha, 1996. október 18. –) katari válogatott labdarúgó, középpályás, a katari élvonalban szereplő asz-Szadd játékosa.
2019-ben Ázsia-kupát nyert a válogatottal, ő szerezte a döntőben hazája csapatának harmadik gólját. Pályafutása kezdetén a szakemberek az egyik legígéretesebb katari labdarúgónak tartották.

## Család
Afif Katarban, Dohában született. Testvére, Ali Afif szintén válogatott labdarúgó. Édesapja, Hassan Afif is profi labdarúgó volt, Moshi városában született, Tanzániában, de szomáliai felmenői is voltak. Pályafutása során több ország bajnokságában is játszott, többek közt Katarban. Visszavonulása után edzőként irányította az Al-Gharafa és az Al-Markhiya csapatát is. 
2015 júniusában végzett az Aspire Akadémián. A Sevillánál töltött ideje alatt spanyolul is tanult.

## Pályafutása

### Klubcsapatokban
Afif Doha városában született, és utánpótláskorú játékosként a város klubcsapatainak akadémiáján szerepelt. 2009-ben került az Aspire Academy csapatához, majd az itt töltött ideje alatt kölcsönben rövid ideig megfordult a spanyol Sevilla és a Villarreal csapatában is.
2015 januárjában a belga Eupen szerződtette, majd  január 19-én az Eendracht Aalst elleni bajnoki mérkőzésen be is mutatkozott új csapatában és egyből gót is szerzett. Január 24-én, a KRC Mechelen elleni bajnokin három gólpasszt adott csapattársainak.
Első profi szezonjában kilenc mérkőzésen kapott lehetőséget, ezalatt két gólt ért el.
2016. május 8-án megerősítették, hogy Afif ismét csatlakozik a spanyol élvonalban szereplő Villarrealhoz, ahol ezúttal már profi szerződést írt alá. Ezzel ő lett az első katari születésű labdarúgó, aki a spanyol első osztályban szerződést kapott.
Augusztus 4-én a szintén élvonalbeli Sporting Gijón vette kölcsön. 2016. augusztus 21-én debütált a spanyol első osztályban, amikor az Athletic Bilbao ellen 2–1-re megnyert találkozón csereként lehetőséget kapott. Kilenc bajnoki mérkőzés után 2017. július 14-én visszatért első profi klubjához, a belga Eupenhez, egy egyéves kölcsönszerződés keretein belül. 2018 januárjában hazájába, az Asz-Szadd együtteséhez igazolt két szezonra, ugyancsak kölcsönbe.
2020. július 8-án az Asz-Szadd végleg megvásárolta játékjogát a spanyoloktól és 2025-ig kötöttek megállapodást Afífal.

### A válogatottban
Részt vett a 2014-es U19-es Ázsia-kupán, ahol az Észak-Korea elleni döntőben győztes gólt szerzett.
2015 szeptemberében mutatkozott be a katari felnőtt válogatottban és a Bhután ellen 15–0-ra megnyert világbajnoki selejtezőn gólt szerzett és gólpasszt adott.
Szerepelt a 2019-es Ázsia-kupán, ahol Katar története során először lett aranyérmes. A Japán ellen 3–1-re megnyert döntőben ő szerezte csapata harmadik gólját büntetőből, az első találat előtt pedig ő adta a gólpasszt Almoez Alinak.
Bekerült a hazai rendezésű 2022-es világbajnokság keretébe. Katar történetének első vb-meccsén, 2022. november 20-án kezdett az Ecuador ellen 0–2-re elvesztett találkozón.

## Sikerei, díjai
Asz-Szadd
- Katari bajnok: 2018–19, 2020–21, 2021–22
- Katari kupa: 2020, 2021
- Emir-kupa: 2020, 2021
- Katari szuperkupa: 2019

Katar
- Ázsia-kupa-győztes: 2019

## Statisztika

### Klubcsapatokban
2022. augusztus 29-én frissítve.
| Klub                        | Szezon           | Bajnokság          | Bajnokság | Bajnokság | Országos kupa | Országos kupa | Nemzetközi kuzpa | Nemzetközi kuzpa | Egyéb | Egyéb | Összesen | Összesen |
| Klub                        | Szezon           | Bajnokság          | Mérk.     | Gól       | Mérk.         | Gól           | Mérk.            | Gól              | Mérk. | Gól   | Mérk.    | Gól      |
| --------------------------- | ---------------- | ------------------ | --------- | --------- | ------------- | ------------- | ---------------- | ---------------- | ----- | ----- | -------- | -------- |
| Eupen                       | 2014–15          | Jupiler League     | 9         | 2         | –             | –             | –                | –                | –     | –     | 9        | 2        |
| Eupen                       | 2015–16          | Jupiler League     | 16        | 6         | 1             | 0             | –                | –                | –     | –     | 17       | 6        |
| Eupen                       | Összesen         | Összesen           | 25        | 8         | 1             | 0             | –                | –                | –     | –     | 26       | 8        |
| Eupen (kölcsönben)          | 2017–18          | Jupiler League     | 15        | 1         | 1             | 0             | –                | –                | –     | –     | 16       | 1        |
| Eupen (kölcsönben)          | Összesen         | Összesen           | 15        | 1         | 1             | 0             | –                | –                | –     | –     | 16       | 1        |
| Sporting Gijón (kölcsönben) | 2016–17          | La Liga            | 9         | 0         | 2             | 0             | –                | –                | –     | –     | 11       | 0        |
| Sporting Gijón (kölcsönben) | Összesen         | Összesen           | 9         | 0         | 2             | 0             | –                | –                | –     | –     | 11       | 0        |
| Asz-Szadd                   | 2017–18          | Qatar Stars League | 7         | 3         | 2             | 1             | 8                | 0                | 2     | 1     | 19       | 5        |
| Asz-Szadd                   | 2018–19          | Qatar Stars League | 22        | 26        | 3             | 2             | 9                | 3                | —     | —     | 34       | 31       |
| Asz-Szadd                   | 2019–20          | Qatar Stars League | 19        | 15        | 2             | 0             | 8                | 5                | 6     | 2     | 35       | 2        |
| Asz-Szadd                   | 2020–21          | Qatar Stars League | 11        | 5         | 4             | 2             | 4                | 2                | 1     | 0     | 20       | 9        |
| Asz-Szadd                   | 2021–22          | Qatar Stars League | 18        | 14        | 4             | 1             | 6                | 1                | 0     | 0     | 28       | 16       |
| Asz-Szadd                   | 2022–23          | Qatar Stars League | 0         | 0         | 0             | 0             | 0                | 0                | 0     | 0     | 0        | 0        |
| Asz-Szadd                   | Összesen         | Összesen           | 77        | 63        | 15            | 6             | 35               | 11               | 9     | 3     | 126      | 83       |
| Karrier összesen            | Karrier összesen | Karrier összesen   | 126       | 72        | 19            | 6             | 35               | 11               | 9     | 3     | 189      | 92       |

## További információ
- Acsram Afíf adatlapja a National-Football-Teams.com oldalon (angolul)

- Acsram Afíf adatlapja a Soccerway oldalon (angolul)